# VU metar
VU metar (engl. Volume Unit meter, merač jačine zvuka, sdandardni indikator jačine zvuka (engl. Standard Volume Indicator), SVI) je uređaj za oređivanje nivoa signala u audio opremi. VU metar je razvijen tokom kasnih 1930-tih da bi se olakšala standardizacije transmisije preko telefonskih linija. On je postao standardni merni instrument u audio industriji.

## Struktura uređaja
Kolo se sastoji od 8 LED dioda i od 2 operaciona pojačavača male snage - LM324.

### Osnovni pojmovi
- Jedinica zvuka - veličina koja se izražava u decibelima, koja prikazuje jačinu složenog zvuka, koji se svodi na skup kompleksnih, neponovljivih i neperiodičnih signala poput muzike i govora.
- Decibel - veličina koja predstavlja dekadni logaritam odnosa dva nivoa snage signala. Decibel je, dakle, jedinica koja prikazuje relativan odnos snage dva signala.
- Operacioni pojačavač - diferencijalni pojačavač koji postiže veliko naponsko pojačanje i koji ima vrlo visoku ulaznu i vrlo nisku izlaznu impedansu.
- LM324 - ima internu frekvenciju kompenzovanu za ukupno pojačanje, postiže visok jednosmjerni napon, ima širok propusni opseg, širok spektar napajanja, veoma nisku struju odvoda, nisku ulaznu struju, nizak ulazni naponski offset i opseg diferencijalnog ulaznog napona koji može biti jednak naponu napajanja.

## Funkcija
VU metar meri RMS (eng. "root mean square") nivo zvuka sa vremenom odziva od 300 milisekundi, što odgovara odzivu ljudskog čula sluha. Na taj način VU metar meri isključivo percipiranu glasnoću (onu koju realno čujemo), izostavljajući pikove. Kazaljka VU metra je na donjoj strani opremljena protivtegom koji joj usporava odziv na 300 ms. Opciono, VU metar može posedovati jednu crvenu LED diodu koja signalizira da su pikovi dostigli granicu izobličenja.
Nivo od 0 VU ekvivalentan je naponu od 1,228 volti RMS, digitalnom nivou od -20 dBFS po SMPTE normi, odnosno -18 dBFS po EBU normi, +4 dBu ili 83 dB SPL (eng. "sound pressure level" - nivo zvučnog pritiska) i predstavlja standardni nivo snimanja zvuka na filmovima, u muzičkim studijima, kao i u radio i TV emitovanju. Pozitivni nivoi (iznad 0 VU) nazivaju se "crvenom zonom" (obeleženo crvenom bojom).
VU metar je kalibrisan u jedinicama zvuka, koje su brojčano jednake broju decibela iznad referentnog nivoa. Ovo kolo je podešeno tako da uključuje LED diode na različitim nivoima zvuka. Otpornik od 1K oma je neophodan, jer bi veće vrijednosti otpornosti mogle da izazovu da neke LED diode ne funkcionišu, čak iako one imaju veoma nisku unutrašnju otpornost. Dizajn je fleksibilan, dodavanje operacionih pojačavača je dozvoljeno i nije ograničeno samo sa korištenjem LM324 pojačavača.
Da bi se zadržao nizak nivo signala na ulazu u kolo, može se koristiti otpornik od oko 33 K oma. Za podešavanje osjetljivosti kola koristi se potenciometar. Na negativni ulaz operacionog pojačavača se dovodi zvuk, dok je pozitivni ulaz povezan sa glavnom pozitivnom šinom. Dizajn VU metra podrazumijeva sledeće: postojanje skale instrumenta, dinamičke karakteristike, odziv naspramne frekvencije, osjetljivost, impedansu, harmonijske distorzije i preopterećenja.

## Upotreba VU metra
VU metar se može koristi za praćenje nivoa snage zvuka u studijima snimanja i emitovanja. Signal se može oslabiti ili pojačati tako da bi se ostvario optimalan opseg za snimanje ili emitovanje. VU metar se efikasno povezuje na paralelan način sa ulazom prijemnika ili pojačavača. U nekim starijim video rekorderima, VU metar se koristi kada je upotrebi ručna kontrola nivoa zvuka pri snimanju muzike uživo. VU metar u manjoj meri nalazi primenu pri emitovanju televizijskih ili radio emisija. VU metar se koristio u istraživanjima govora prije pojave kompjutera i savremenih metoda za obradu signala.
Iako je VU metar na savremenoj digitalnoj opremi za snimanje i produkciju zvuka zamenjen digitalnim meračem RMS nivoa (dBFS skala), njegov referentni nivo od 0 VU (-20 dBFS po SMPTE ili -18 dBFS po EBU) se i dalje koristi kao standardni nivo za filmski zvuk i finalni miks u snimanoj muzici, a od 2011. godine njegov digitalni ekvivalent (uz filtriranje frekventnog opsega po K krivi, koja simulira frekventni odziv ljudskog čula sluha) je usvojen od strane ITU, ATSC i EBU kao standardni nivo u digitalnom radio i TV emitovanju (sa tolerancijom od +/-0,5 dB).
Pošto kod komercijalnih nosača zvuka (i analognih i digitalnih) ne postoji propisani standardni nivo, muzička industrija se trudi da iz svakog nosača zvuka izvuče maksimum glasnoće, tj. da nivo snimljenog zvuka bude maksimalan koji taj nosač zvuka podnosi bez izobličenja, zbog čega je ova praksa dobila naziv "rat glasnoće" (eng. "loudness war"). Gramofonska ploča trpi maksimalan RMS nivo od +6 (LP) do +8 VU (12-inčni singl pri 45 obrtaja u minutu), dok najglasnije snimljeni CD-ovi dostižu RMS nivo od čak 17 dB iznad referentnog (-3 dBFS).

## Spoljašnje veze
- [http://www.aes.org/aeshc/pdf/mcknight_qa-on-the-svi-6.pdf
- [http://www.aes.org/aeshc/pdf/chinn_a-new-svi.pdf